# Justyna Sniady
Justyna Sniady (* 31. August 1985 in Warschau) ist eine professionelle polnische Windsurferin. Ihr bisher größter Erfolg ist der Vize-Weltmeistertitel im Wave 2022.

## Biografie
Sniady wuchs in Warschau auf und begann im Alter von sieben mit dem Windsurfen. Nachdem sie erste das erste Mal in der Ostsee in der Welle gesurft war, debütierte sie 2003 beim Event auf Sylt im World Cup. Für die Aufnahme eines Master-Studiums zog sie nach Perth, Australien, wo sie regelmäßiger trainieren konnte. Nachdem sie sich in der Saison 2011 erstmals unter den besten zehn Fahrerinnen der Wave-Wertung klassieren konnte, verletzte sie sich beim Training für den Tourstopp in Pozo Izquierdo schwer. Diese und andere Verletzungen brachten ihr den Spitznamen Crashtina ein. In den Jahren darauf platzierte sie sich im World Cup durchgängig in den Top 10.
Seit der Saison 2019 widmet sie sich hauptberuflich dem Windsurfen und wurde beim Saisonauftakt in Pozo Izquierdo überraschend Zweite hinter der vielfachen Weltmeisterin Daida Ruano Moreno. Auch beim folgenden Tourstopp auf Teneriffa wurde sie Zweite und beim größten Event der Saison auf Sylt Dritte. In der Gesamtwertung belegte sie dadurch den dritten Platz, womit sie ein Ziel ihrer Karriere erreichte. Nachdem Sniady in der Saison 2022 beim Event in Pozo den fünften Rang belegte und beim finalen Wettkampf auf Sylt die Moreno Twins als Führende der Wave-Wertung nicht teilnahmen, hätte sie mit einem Sieg Weltmeisterin werden können. Sie unterlag jedoch im Finale der späteren Weltmeisterin Sarah-Quita Offringa und wurde schließlich Vize-Weltmeisterin.

## Erfolge

### World-Cup-Wertungen
Sniady errang bisher fünf Podestplätze.
| Saison | Wave  | Wave   |
| Saison | Platz | Punkte |
| ------ | ----- | ------ |
| 2003   | 11.   | 1803   |
| 2007   | 17.   | 1754   |
| 2008   | 16.   | 1770   |
| 2010   | 13.   | 1688   |
| 2011   | 10.   | 3574   |
| 2013   | 9.    | 1787   |
| 2014   | 8.    | 3706   |
| 2015   | 9.    | 3772   |
| 2016   | 8.    | 5625   |
| 2017   | 5.    | 2910   |
| 2018   | 7.    | 18.973 |
| 2019   | 3.    | 24.650 |
| 2022   | 2.    | 14.870 |

### Weitere Erfolge
- Zweifacher Gewinn der BWA Tour[1]
- Mehrfache polnische Meisterin Wave[1]
- Australische Meisterin Wave 2018[1]